# آزاس
آزاس (به فرانسوی: Azas) یک کمون در فرانسه است که در canton of Montastruc-la-Conseillère واقع شده‌است. آزاس ۱۲٫۸۳ کیلومتر مربع مساحت دارد ۲۰۲ متر بالاتر از سطح دریا واقع شده‌است.